# Androsace selago
Androsace selago är en viveväxtart som beskrevs av Joseph Dalton Hooker, Amp; Thomson och Friedrich Wilhelm Klatt. Androsace selago ingår i släktet grusvivor, och familjen viveväxter. Inga underarter finns listade i Catalogue of Life.